# 黑睛刺尻魚
黑睛刺尻魚，為輻鰭魚綱鱸形目鱸亞目蓋刺魚科的其中一個種。

## 分布
本魚分布於太平洋的關島、強斯頓環礁、吉里巴斯、新喀里多尼亞、薩摩亞群島、馬里亞納群島、法屬波里尼西亞等海域。

## 深度
水深4至15公尺。

## 特徵
本魚體側扁，呈橢圓形，整體的色彩是白黃色；頭頂褐色； 胸鰭基底黑色； 背鰭軟條基部有一鑲白邊的黑色大眼斑。背鰭與臀鰭棘的頂端有短的絲狀突起，背鰭硬棘13枚；背鰭軟條15枚；臀鰭硬棘3枚；臀鰭軟條15枚，體長可達6公分。

## 生態
本魚棲息於珊瑚礁或潟湖中的碎石區，善於隱藏，屬草食性，以藻類為食。

## 經濟利用
可做為觀賞魚。